# ريوتشي كاواكاتسو
ريوتشي كاواكاتسو (باليابانية: 川勝 良一) (5 أبريل 1958 في كيوتو في اليابان – )؛ هو لاعب كرة قدم ياباني سابق كان يلعب كلاعب وسط. سبق له أن لعب مع منتخب اليابان.

## وصلات خارجية
- ريوتشي كاواكاتسو على موقع قاعدة بيانات كرة القدم.إي يو (الإنجليزية)
- ريوتشي كاواكاتسو على موقع ناشيونال فوتبول تيمز (الإنجليزية)
- ريوتشي كاواكاتسو على موقع Soccerway.com (الإنجليزية)
- ريوتشي كاواكاتسو على موقع عالم كرة القدم.نت (الإنجليزية)

- National Football Teams
- Japan National Football Team Database